# Comitato Olimpico Lettone
Il Comitato Olimpico Lettone (noto anche come Latvijas Olimpiskā Komiteja in lettone) è un'organizzazione sportiva lettone, fondata nel 1922 a Riga, Lettonia.
Rappresenta questa nazione presso il Comitato Olimpico Internazionale (CIO) dal 1991 ed ha lo scopo di curare l'organizzazione ed il potenziamento dello sport in Lettonia e, in particolare, la preparazione degli atleti lettoni, per consentire loro la partecipazione ai Giochi olimpici. Il comitato, inoltre, fa parte dei Comitati Olimpici Europei.
L'attuale presidente dell'organizzazione è Jānis Buks, mentre la carica di segretario generale è occupata da Kārlis Lejnieks.